# PHPUnit
PHPUnit est un framework open source de tests unitaires dédié au langage de programmation PHP.
Il permet l'implémentation des tests de régression en vérifiant que les exécutions correspondent aux assertions prédéfinies.

## Historique
Créé par Sebastian Bergmann en 2004, il intègre les concepts communs aux bibliothèques de tests unitaires xUnit. Le code source de PHPUnit est hébergé sur GitHub.

### Utilisations
- CakePHP depuis la V2
- eZ Components
- Horde 4
- Laravel
- Propel
- Serendipity
- Symfony depuis la V2
- Zend Framework

## Exemple
```
<?php

declare
(
strict_types
=
1
);

use
 
PHPUnit\Framework\TestCase
;

class
 
StackTest
 
extends
 
TestCase

{

    
public
 
function
 
testPushAndPop
()
:
 
void

    
{

        
$stack
 
=
 
array
();

        
$this
->
assertEquals
(
0
,
 
count
(
$stack
));

        
array_push
(
$stack
,
 
'foo'
);

        
$this
->
assertEquals
(
'foo'
,
 
$stack
[
count
(
$stack
)
-
1
]);

        
$this
->
assertEquals
(
1
,
 
count
(
$stack
));

        
$this
->
assertEquals
(
'foo'
,
 
array_pop
(
$stack
));

        
$this
->
assertEquals
(
0
,
 
count
(
$stack
));

    
}

}

```